# Eumea pupivora
Eumea pupivora là một loài ruồi trong họ Tachinidae.